# 紺屋町 (川崎市)
紺屋町（こんやまち）は、神奈川県川崎市幸区の町名。丁目の設定がない単独町名。住居表示は実施されていない。面積は8.08 haである。

## 地理
幸区のやや東側に位置し、府中街道（国道409号）が北端を、第二京浜国道（国道1号）が東側を通過している。一帯は住宅地となっているほか、第二京浜沿いには飲食店などが見られる。
紺屋町は北端で府中街道を挟んで戸手と、東端で遠藤町と、南端で神明町と、西端で戸手本町と接する。これらの町域はすべて幸区に属しており、紺屋町は区境・市境には接していない。

## 歴史
当地は、江戸時代に水田地帯だった戸手の中で、家屋の多い一帯となっていた。また、南河原の女躰権現社から分祀された女體権現社や、池上本門寺の末寺である正教寺などが所在していた。

### 地名の由来
戸手の旧小字である紺屋橋耕地に由来する。なお、そもそもの「紺屋」の由来は不詳であるが、以下のような話が伝わっている。
- 実際に、この周囲で紺屋が仕事をしていた。
- 北条氏政の妾であった「紺屋」がここに住んでいた。

### 沿革
- 永禄年間 - 女體権現社]の勧請と伝わる[9]。
- 1599年（慶長4年）- 正教寺の創建と伝わる[11]。
- 江戸時代 当地は戸手村の一部であった。
- 1889年（明治22年）- 町村制の施行により、御幸村が成立。当地は御幸村大字戸手の一部となる。
- 1912年（大正元年）- 女體権現社が神明社（現・戸手本町）に合祀される（戦後に分祀・再建された）[9]。
- 1924年（大正13年）- 新設合併により川崎市が成立。川崎市戸手の一部となる。
- 1928年（昭和3年）- 耕地整理により紺屋町が分立[7]。
- 1955年（昭和30年）- 第二京浜国道が開通[6]。
- 1972年（昭和47年）- 川崎市が政令指定都市に移行。川崎市幸区紺屋町となる。
- 1976年（昭和51年）- 一部が戸手1丁目となる[6]。

### 旧字名
1928年（昭和3年）の耕地整理で、戸手字紺屋橋耕地・字遠藤耕地の各一部をもって紺屋町が設置された。

## 世帯数と人口
2025年（令和7年）6月30日現在（川崎市発表）の世帯数と人口は以下の通りである。
| 町丁   | 世帯数  | 人口    |
| ------ | ------- | ------- |
| 紺屋町 | 779世帯 | 1,321人 |

### 人口の変遷
国勢調査による人口の推移。
| 年                 | 人口  |
| ------------------ | ----- |
| 1995年（平成7年）  | 1,157 |
| 2000年（平成12年） | 1,152 |
| 2005年（平成17年） | 1,133 |
| 2010年（平成22年） | 1,078 |
| 2015年（平成27年） | 1,137 |
| 2020年（令和2年）  | 1,222 |

### 世帯数の変遷
国勢調査による世帯数の推移。
| 年                 | 世帯数 |
| ------------------ | ------ |
| 1995年（平成7年）  | 464    |
| 2000年（平成12年） | 487    |
| 2005年（平成17年） | 494    |
| 2010年（平成22年） | 510    |
| 2015年（平成27年） | 557    |
| 2020年（令和2年）  | 665    |

## 学区
市立小・中学校に通う場合、学区は以下の通りとなる（2025年4月時点）。
| 区域            | 小学校             | 中学校             |
| --------------- | ------------------ | ------------------ |
| 国道1号線の西側 | 川崎市立戸手小学校 | 川崎市立御幸中学校 |
| 国道1号線の東側 | 川崎市立御幸小学校 | 川崎市立御幸中学校 |

## 事業所
2021年（令和3年）現在の経済センサス調査による事業所数と従業員数は以下の通りである。
| 町丁   | 事業所数 | 従業員数 |
| ------ | -------- | -------- |
| 紺屋町 | 34事業所 | 200人    |

### 事業者数の変遷
経済センサスによる事業所数の推移。
| 年                 | 事業者数 |
| ------------------ | -------- |
| 2016年（平成28年） | 38       |
| 2021年（令和3年）  | 34       |

### 従業員数の変遷
経済センサスによる従業員数の推移。
| 年                 | 従業員数 |
| ------------------ | -------- |
| 2016年（平成28年） | 210      |
| 2021年（令和3年）  | 200      |

## 交通

### 路線バス
川崎市交通局と川崎鶴見臨港バスが、川崎駅と周辺地域を結ぶバスを、当地を経由して運行している。

### 道路
府中街道（国道409号）が北端を、第二京浜国道（国道1号）が東側を通過しており、両者が交差する遠藤町交差点が当地の北東角に当たる。

## 施設
- 正教寺
- 女體神社

## その他

### 日本郵便
- 郵便番号：212-0026[3]（集配局：川崎港郵便局[22]）

### 警察
町内の警察の管轄区域は以下の通りである。
| 番・番地等 | 警察署   | 交番・駐在所   |
| ---------- | -------- | -------------- |
| 全域       | 幸警察署 | 小向東芝町交番 |